# Begonia cucphuongensis
Espèce
Begonia cucphuongensis est une espèce de plantes de la famille des Begoniaceae.
Elle a été décrite en 2005 par Hieu Quang Nguyen et Mark C. Tebbitt.